# Ichneumon placidus
Ichneumon placidus är en stekelart som beskrevs av Léon Abel Provancher 1875. Ichneumon placidus ingår i släktet Ichneumon och familjen brokparasitsteklar. Inga underarter finns listade i Catalogue of Life.